# Лиелауце
Лиелауце (латыш. Lielauce) — населённый пункт в южной части Латвии, расположенный в Лиелауцской волости Ауцского края. До 1 июля 2009 года входил в состав Добельского района.
Является центром Лиелауцской волости. Расстояние до Добеле — 35 км. По данным на 2015 год, в населённом пункте проживал 281 человек.

## История
Поселение появилось на землях, ранее принадлежавших Лиелауцскому поместью (Gross-Autz).
В советское время населённый пункт был центром Лиелауцского сельсовета Ауцского района, а затем — Добельского района. В селе располагалась центральная усадьба колхоза «Ликлауце».
В Лиелауце имеются: 3 магазина, Лиелауцская начальная школа, библиотека, Дом культуры, докторат, почтовое отделение.